# یواس‌اس پایونیر (۱۸۳۶)
یواس‌اس پایونیر (۱۸۳۶) (به انگلیسی: USS Pioneer (1836)) یک کشتی آمریکایی بود که بین سال‌های ۱۸۳۶ تا ۱۸۴۴ مورد کاربری قرار گرفت.